# 微生物学

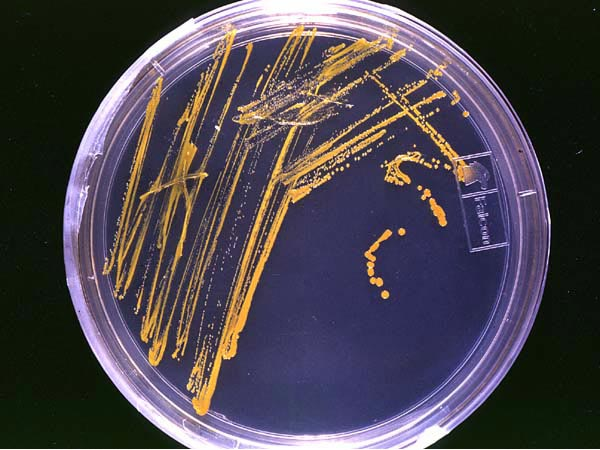
在洋菜培養基上生長的微生物

微生物學是研究微生物的一門學科。微生物包括病毒、原核生物和簡單的真核生物。目前，微生物學的最主要工作是用生物化學和遺傳學方法完成的。由於很多病原（像是造成植物病害的四大病原：病毒、真菌、線蟲、細菌）都可以算是廣義的微生物，微生物學也和病理學、免疫學和流行病學密切相關。微生物學家對生物學和醫學做出過基礎性貢獻，尤其在生物化學、遺傳學和細胞生物學領域。

## 歷史

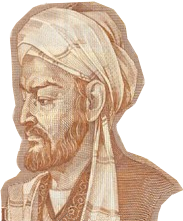
阿维森纳假设微生物的存在

### 發展之前
在微生物學發展之前，微生物約在許多世紀前就己被人類所察覺。古羅馬學者馬庫斯·瓦羅在他論述農業的書中提到的第一原則，他警告說不應在沼澤附近建立牧場或宅第，因為在空氣中存在肉眼看不到的漂浮物，一旦經由口或鼻進入體內將會產生疾病。
西元1546年，吉罗拉莫·弗拉卡斯托罗提出，傳染病是由可藉由直接、間接接觸或傳播媒介傳播的種子體（seedlike entities）所引起。

### 微生物學的誕生

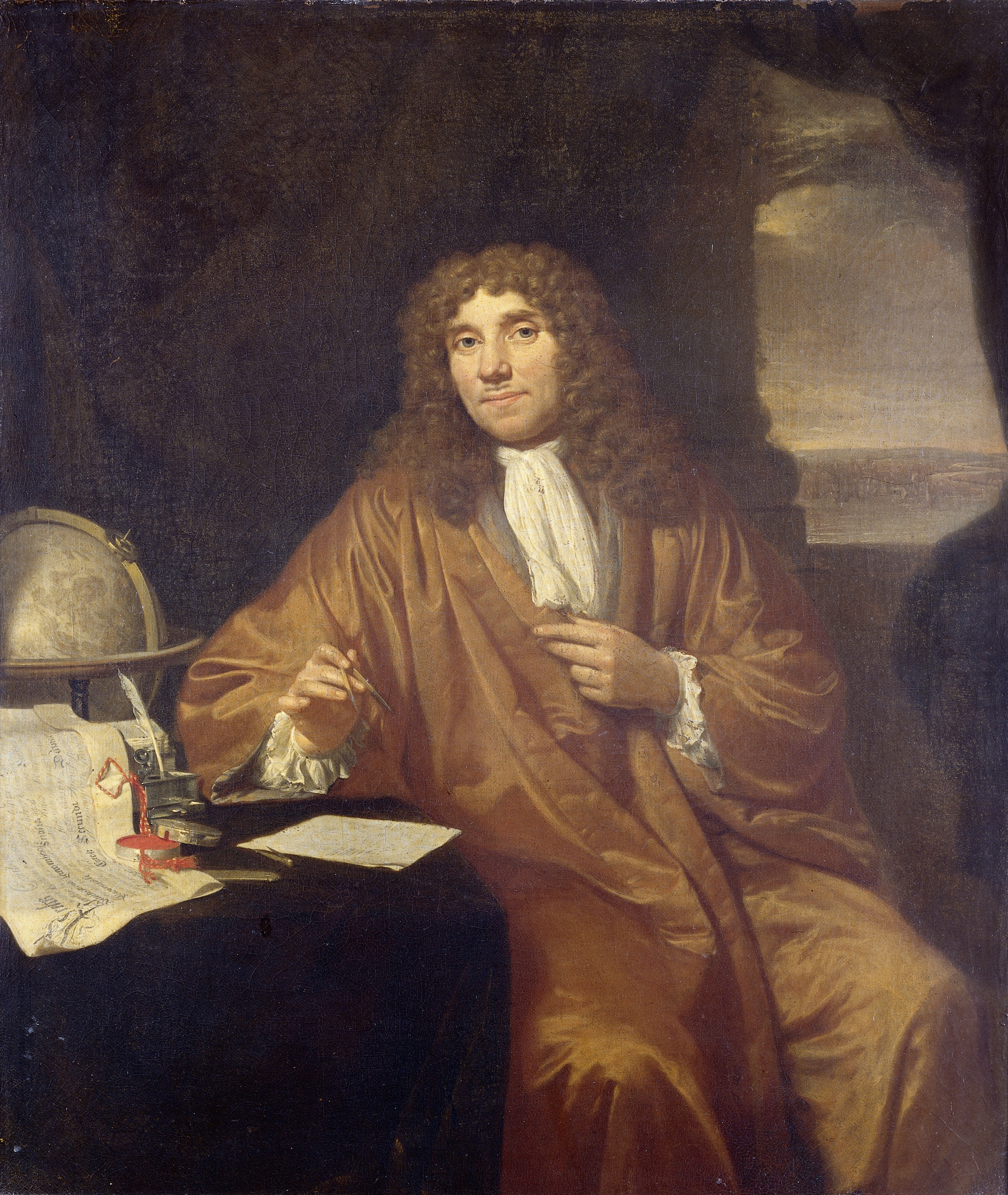
列文虎克经常被引用作为观察到微生物的第一个人

微生物學的發展，隨著顯微鏡的發明而開啟，1665年英国人罗伯特·胡克发明显微镜，并观察到细胞轮廓（真菌細胞壁，但當時被認為是簡單植物，直到二十世紀中才被證實是真菌），1673年荷兰人雷文霍克使用自己改进的显微镜观察到真正的细胞，隨著紀錄多種微生物的形態。
- 1798 - 英国人爱德华·詹纳用牛痘接种疫苗，用于预防天花
- 1864 - 法国人巴斯德发明巴斯德消毒法
- 1867 - 英國人約瑟夫·李斯特是给病人伤口使用苯酚作为消毒剂的第一个人，發明在手術時避免感染的方法[4]
- 1876 - 德國人费迪南德·科恩發現內生孢子
- 1884 - 丹麥人汉斯·克里斯蒂安·革兰發明革蘭氏染色
- 19世紀末 - 德國人羅伯·柯霍提出柯霍氏法則、純化培養、發現炭疽桿菌（bacillus athracis）及結核桿菌（tubecle bacillus）
- 1925 - 英国人亚历山大·弗莱明教授发现抗生素盘尼西林

20世紀的40年代後，微生物學的研究成果，被應用於醫學、工業、農業等方面。生物研究方面，分子生物學、生物化學、細胞學、遺傳學等學科，也常利用微生物作為研究的材料。

## 研究方法

### 顯微鏡觀察
細菌可以格蘭氏染色（Gram stain）做初步鑑定。以格蘭氏染色後細菌依顏色不同可分為：格蘭氏陽性（Gram positive）及陰性（Gram negative）又因為細菌有球菌及桿菌，故以顯微鏡觀察可分類下列4項：1.GPC（格蘭氏陽性球菌）2.GNC（格蘭氏陰性球菌）3.GPB（格蘭氏陽性桿菌）4.GNB（格蘭氏陰性桿菌）

### 其它方法
微生物具有的一些特性使它們成爲科學研究中理想的模式生物：
- 它們很小，不需要消耗很多資源
- 一些微生物具有很短的世代（最理想情況下一個細胞分裂所需要的時間，大腸桿菌大約30分鐘，而結核分枝桿菌需要12到24個小時）
- 單獨的細胞可以相對容易地存活
- 單細胞真核生物通過有絲分裂繁殖，而原核生物通常是二分裂法無性生殖，這樣人們可以研究遺傳上全同的種群（克隆）。
- 多數微生物可以冷凍保存很長時間。即使90%的細胞在冷凍過程中死亡，一毫升的培養液中仍有上百萬的細胞能夠存活。

## 主要分支

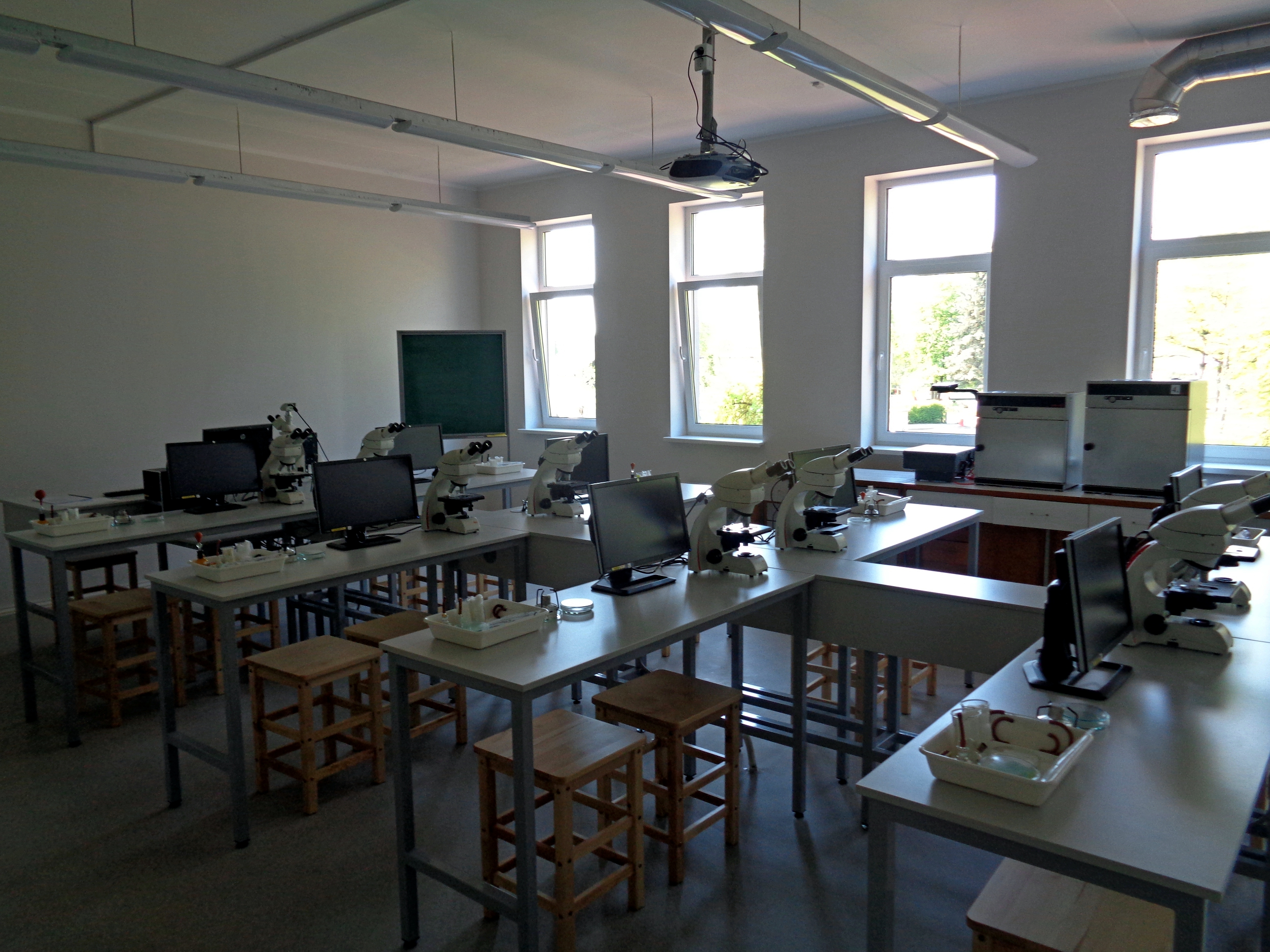
拉脱维亚农业大学食品技术学院的食品微生物学实验室。

微生物学的分支可以分为纯科学和应用科学。微生物學依研究的材料不同，可分為細菌學、病毒學等，依研究方向分有醫用微生物學、環境微生物學、應用微生物學等。
微生物學的分類學，主要針對某一群微生物，對它們的形態、生理、分布、變異、遺傳、演化加以觀察。
根据研究主体：
细菌学
真菌学
病毒学
免疫学
寄生蟲學
根据研究科目：
普通微生物学
分子微生物学
微生物遗传学
微生物生理学
微生物分类学
微生物生态学
根据应用领域：
医学微生物学
工业微生物学
食品微生物学
农业微生物学
兽医微生物学
土壤微生物学
海洋微生物学
太空微生物学

## 重要学术机构
台湾
中央研究院
植物暨微生物學研究所
國立臺灣大學
國立臺灣大學植物病理與微生物學系/所NTU PPM （页面存档备份，存于）
中國
中国科学院
中国科学院微生物研究所
武汉大学
病毒学国家重点实验室（与中國科學院武漢病毒研究所共建）
中国典型培养物保藏中心（CCTCC）
华中农业大学
农业微生物国家重点实验室
山东大学
山东大学微生物研究所
微生物技术国家重点实验室
云南大学
云南省微生物研究所（YIM）
教育部微生物资源重点实验室
浙江省微生物研究所
广东省微生物研究所
美国
美国微生物学会（ASM）
欧洲
巴斯德研究所
馬克斯·普朗克陸地微生物所（Max Planck Institut für terrestrische Mikrobiologie，德國馬爾堡）
馬克斯·普朗克海洋微生物所（Max Planck Institut für marine Mikrobiologie，德國不來梅）

## 引用文獻
1. ↑  .   [2011-01-09]. （原始内容存档于2021-12-11）.
2. ↑  Varro on Agriculture 1, xii Loeb.
3. ↑  Fracastoro, Girolamo (1546), De Contagione et Contagiosis Morbis transl. Wilmer Cave Wright (1930). New York: G.P. Putnam's
4. ↑  Lister, Joseph. . Clinical Orthopaedics and Related Research. 2010-08-01, 468 (8): 2012–2016. PMC 2895849 . PMID 20361283. doi:10.1007/s11999-010-1320-x.
5. ↑  . Nirali Prakashan. : 1.1–1.2  [18 June 2011]. ISBN 978-81-85790-61-9.